# 739
| 739                |
| ------------------ |
| Dødsfald - Fødsler |
|                    |

| Gregoriansk kalender | 739 DCCXXXIX            |
| Ab urbe condita      | 1492                    |
| Armensk kalender     | 188 ԹՎ ՃՁԸ              |
| Kinesiske kalender   | 3435 – 3436 戊寅 – 己卯 |
| Etiopisk kalender    | 731 – 732               |
| Jødisk kalender      | 4499 – 4500             |
| Hindukalendere       |                         |
| - Vikram Samvat      | 794 – 795               |
| - Shaka Samvat       | 661 – 662               |
| - Kali Yuga          | 3840 – 3841             |
| Iransk kalender      | 117 – 118               |
| Islamisk kalender    | 121 – 122               |

Se også 739 (tal)